# فيليب بينتيك
فيليب بينتيك (بالألمانية: Philipp Pentke) (1 مايو 1985 بفرايبرغ في ألمانيا - ) هو لاعب كرة قدم ألماني (وحمل سابقاً جنسية ألمانيا الشرقية) في مركز حراسة المرمى. لعب مع إنيرجي كوتبوس وكيمنتزر وميونخ 1860 ونادي آوغسبورغ ويان ريغينسبورغ وTSV 1860 Munich II ‏.

## وصلات خارجية
- فيليب بينتيك على موقع الاتحاد الأوربي (الإنجليزية)
- فيليب بينتيك على موقع قاعدة بيانات كرة القدم.إي يو (الإنجليزية)
- فيليب بينتيك على موقع بيانات كرة القدم. دي إي (الألمانية)
- فيليب بينتيك على موقع Soccerway.com (الإنجليزية)
- فيليب بينتيك على موقع عالم كرة القدم.نت (الإنجليزية)